# Stadio di Vallehermoso
Lo stadio de Vallehermoso è uno stadio multiuso a Madrid, in Spagna. Attualmente è utilizzato principalmente per gare di atletica leggera, tra cui il Meeting de Atletismo Madrid. Lo stadio ha una capacità di circa 10.000 spettatori.